# 喜井つかさ
喜井 つかさ（きい つかさ、1990年1月14日 - ）は、岡山県出身の競艇選手である。登録番号4536。身長159cm。血液型B型。103期。岡山支部所属。同期に深谷知博、北山康介、黒井達矢らがいる。

## 来歴
- 岡山県立倉敷鷲羽高等学校卒業（第1期生）。
- やまと競艇学校時代、リーグ戦勝率4.00（準優出2　優出1）の成績を残した。
- 2008年11月22日、児島競艇場でデビュー（5着）。
- 2010年9月16日、住之江競艇場での「2010モーターボートレディスカップ」2日目1Rで初勝利（193走目）。
- 2012年8月28日、下関競艇場での「G3女子リーグ戦競走第1戦 ジュエルセブンカップ」で初優出（2着）。人気を集めた1号艇平山智加（登録番号4387）が6着となり、1着に5号艇平高奈菜（登録番号4450）、3着に2号艇津田裕絵（登録番号4443）が入ったため、3連勝単式114,070円の高配当となった。この記録は女子リーグ優勝戦歴代3連単配当1位で、2位は前節の鳴門競艇場女子リーグ戦での84,760円である[1][2]。